# Nigel Terry
Nigel Terry (* 15. August 1945 in Bristol, Gloucestershire; † 30. April 2015 in Newquay, Cornwall) war ein britischer Schauspieler.

## Leben
Als Sohn eines Royal-Air-Force-Piloten wurde der Schauspieler unter dem Namen Peter Nigel Terry kurz nach Ende des Krieges in Bristol geboren. Bald darauf zog seine Familie nach Truro, Cornwall, wo Terry die Truro School besuchte. Während seiner Schulzeit entdeckte er sein Interesse an der Schauspielkunst. Nachdem Terry unter anderem kurze Zeit in der Forstwirtschaft tätig gewesen war, trat er auf Anraten seiner Eltern dem National Youth Theatre bei. 1963 absolvierte er eine Ausbildung zum professionellen Schauspieler an der Londoner Central School of Speech and Drama.
Terry begann seine Karriere auf Theaterbühnen in Oxford und seiner Geburtsstadt Bristol und zählte zu den anerkanntesten zeitgenössischen Theaterschauspielern Englands. Er agierte oft in Produktionen der Royal Shakespeare Company und trat in bekannten Theatern wie dem Bristol Old Vic und dem Royal Court Theatre in London auf. Terry gab sein Kinodebüt 1968 an der Seite von Peter O’Toole und Katharine Hepburn in Der Löwe im Winter. Seine bekannteste Filmrolle spielte er 1981 unter der Regie von John Boorman als König Artus in Excalibur. Dies war nach Der Löwe im Winter erst seine zweite Kinorolle.
Nigel Terry begann in den 1980er Jahren eine fruchtbare Zusammenarbeit mit dem britischen Regisseur Derek Jarman, die erst durch den frühen Tod des Regisseurs beendet wurde. So verkörperte er 1986 in Jarmans Filmbiografie Caravaggio den Titelcharakter. Weitere Auftritte in verschiedenen Filmen und Fernsehproduktionen schlossen sich an. Unter anderem hatte Terry Gastauftritte in namhaften Serien wie Highlander und Doctor Who. 2004 verkörperte er in Wolfgang Petersens Historienepos Troja in einer Nebenrolle den trojanischen Hohepriester.
Terry lebte etwa dreißig Jahre lang in London, ehe er 1993 in seine alte Heimat Cornwall zurückzog. Dort verstarb der Schauspieler am 30. April 2015 im Alter von 69 Jahren an den Folgen einer Lungenerkrankung.

## Filmografie (Auswahl)
- 1968: Der Löwe im Winter (The Lion in Winter)
- 1970: Randall & Hopkirk – Detektei mit Geist (Randall & Hopkirk (Deceased)) (Fernsehserie, 1 Folge)
- 1981: Excalibur
- 1985: Déjà Vu – Regie: Anthony B. Richmond
- 1985: Sylvia – Regie: Michael Firth
- 1986: Caravaggio
- 1987: The Last of England – Verlorene Utopien (The Last of England)
- 1989: War Requiem – Regie: Derek Jarman
- 1991: Edward II
- 1991: The Bill (Fernsehserie, 1 Folge)
- 1991: Zorro – Der schwarze Rächer (Zorro) (Fernsehserie, 1 Folge)
- 1992: Christopher Columbus – Der Entdecker (Christopher Columbus: The Discovery)
- 1993: Highlander (Fernsehserie, 1 Folge)
- 1993: Blue – Regie: Derek Jarman
- 1997: Der Glöckner von Notre Dame (The Hunchback)
- 1999: Gerichtsmedizinerin Dr. Samantha Ryan (Silent Witness) (Fernsehserie, 2 Folgen)
- 2001: On Wings of Fire – Regie: Cyrus Bharucha
- 2001: The Emperor’s New Clothes – Regie: Alan Taylor
- 2002: FearDotCom
- 2004: Waking the Dead – Im Auftrag der Toten (Waking the Dead) (Fernsehserie, 2 Folgen)
- 2004: Troja (Troy)
- 2005: Spooks – Im Visier des MI5 (Spooks) (Fernsehserie, 2 Folgen)
- 2005: Red Mercury – Regie: Roy Battersby
- 2007: Casualty (Fernsehserie, 2 Folgen)
- 2008: Doctor Who (Fernsehserie, 1 Folge)
- 2009: Agatha Christie’s Marple (Fernsehserie, 1 Folge)